# Бойчук Алла Володимирівна
Бойчук Алла Володимирівна (нар. 3 січня 1963, Київ, Україна) — українська вчена у галузі медицини, доктор медичних наук (2001), професор (2003), завідувачка кафедри акушерства та гінекології факультету післядипломної освіти Тернопільського національного медичного університету імені І. Я. Горбачевського, заслужений лікар України (2020).

## Життєпис
У 1986 році закінчила з відзнакою Тернопільський медичний інститут і була зарахована на навчання у клінічну ординатуру кафедри акушерства та гінекології.
1986—1988 — клінічна ординатура на кафедрі акушерства та гінекології.
1988—1989 — аспірантка кафедри акушерства та гінекології.
1989 — асистент кафедри, а з 1997 — доцент кафедри акушерства та гінекології.
З 2001 року обіймає посаду завідувача кафедри акушерства та гінекології факультету післядипломної освіти Тернопільського національного медичного університету.

## Наукова діяльність
У 1989 році захистила кандидатську дисертацію на тему: «Діагностика та лікування післяпологового ендометриту».
У 2001 році захистила дисертацію на здобуття ступеня доктора медичних наук на тему: «Діагностика та лікування запальних захворювань матки та придатків в залежності від гормональної, ендокринної та оксидантної функції організму».
Наукові інтереси: прегравідарна підготовка хворих з ендометріоїдними кістами, акушерські та перинатальні ускладнення у жінок з дисфункцією плаценти, нові патогенетично-обґрунтовані методи діагностики та лікування патологічних процесів шийки матки.
У 2018—2020 роках була головою спеціалізованої вченої ради Д 58.601.02.
Під керівництвом професорки А. В. Бойчук захищено 6 кандидатських та 1 докторська дисертації.

## Редакційна та громадська робота
Алла Володимирівна Бойчук веде активну громадську роботу, зокрема вона є:
- головним редактором журналу «Актуальні питання педіатрії, акушерства та гінекології»[4];
- членом редколегії міжнародного наукового журналу «Педіатрія, акушерство та гінекологія»[5]
- членом редколегії журналу «Репродуктивна гінекологія»[6];
- головою асоціації перинатологів Тернопільщини[7];
- членом президії ГО «Асоціація акушерів-гінекологів України»[8];
- заступником голови асоціації кольпоскопії та первікальної патології в Тернопільській області;
- організатором Всеукраїнської науково—практичної конференції «Актуальні питання сучасного акушерства та гінекології»[9].

## Державні нагороди України
У 2020 році А. В. Бойчук удостоєна почесного звання «Заслужений лікар України».

## Доробок
А. В. Бойчук є автором понад 160 наукових праць, 7 патентів України на корисну модель, 2 навчальних компакт дисків «Акушерський фантом» англійською мовою, співавтором підручника МОЗ України для сімейних лікарів «Ведення фізіологічної вагітності».